# Троица (Молдова)
Троица (на румънски: Troiţa) е българско село в Леовски район, Молдова на левия бряг на река Сарата. Заедно със селата Възнесени и Троян е част от община Възнесени.

## Население
Според преброяването на населението от 2004 г. селото е дом на 367 души (174 мъже, 193 жени).
Етническият състав на селото:
| Националност | Броят на жителите | Процентно съдържание |
| ------------ | ----------------- | -------------------- |
| българи      | 316               | 86,1                 |
| молдовци     | 30                | 8,17                 |
| руснаци      | 8                 | 2,18                 |
| гагаузи      | 8                 | 2,18                 |
| украинци     | 4                 | 1,09                 |
| друг         | 1                 | 0,27                 |
| Само         | 367               | 100%                 |

## Забележителности
- Троянов вал